# Évricourt
Évricourt – miejscowość i gmina we Francji, w regionie Hauts-de-France, w departamencie Oise.
Według danych na rok 1990 gminę zamieszkiwało 188 osób, a gęstość zaludnienia wynosiła 63 osoby/km² (wśród 2293 gmin Pikardii Évricourt plasuje się na 809. miejscu pod względem liczby ludności, natomiast pod względem powierzchni na miejscu 1056.).